# Coucal à sourcils blancs
Centropus superciliosus
Espèce
Statut de conservation UICN

 LC  : Préoccupation mineure
Le Coucal à sourcils blancs (Centropus superciliosus) est une espèce de Coucal, oiseau de la famille des Cuculidae.

## Répartition
Cet oiseau vit en Afrique subsaharienne (rare en Afrique de l'Ouest, australe et équatoriale).

## Description

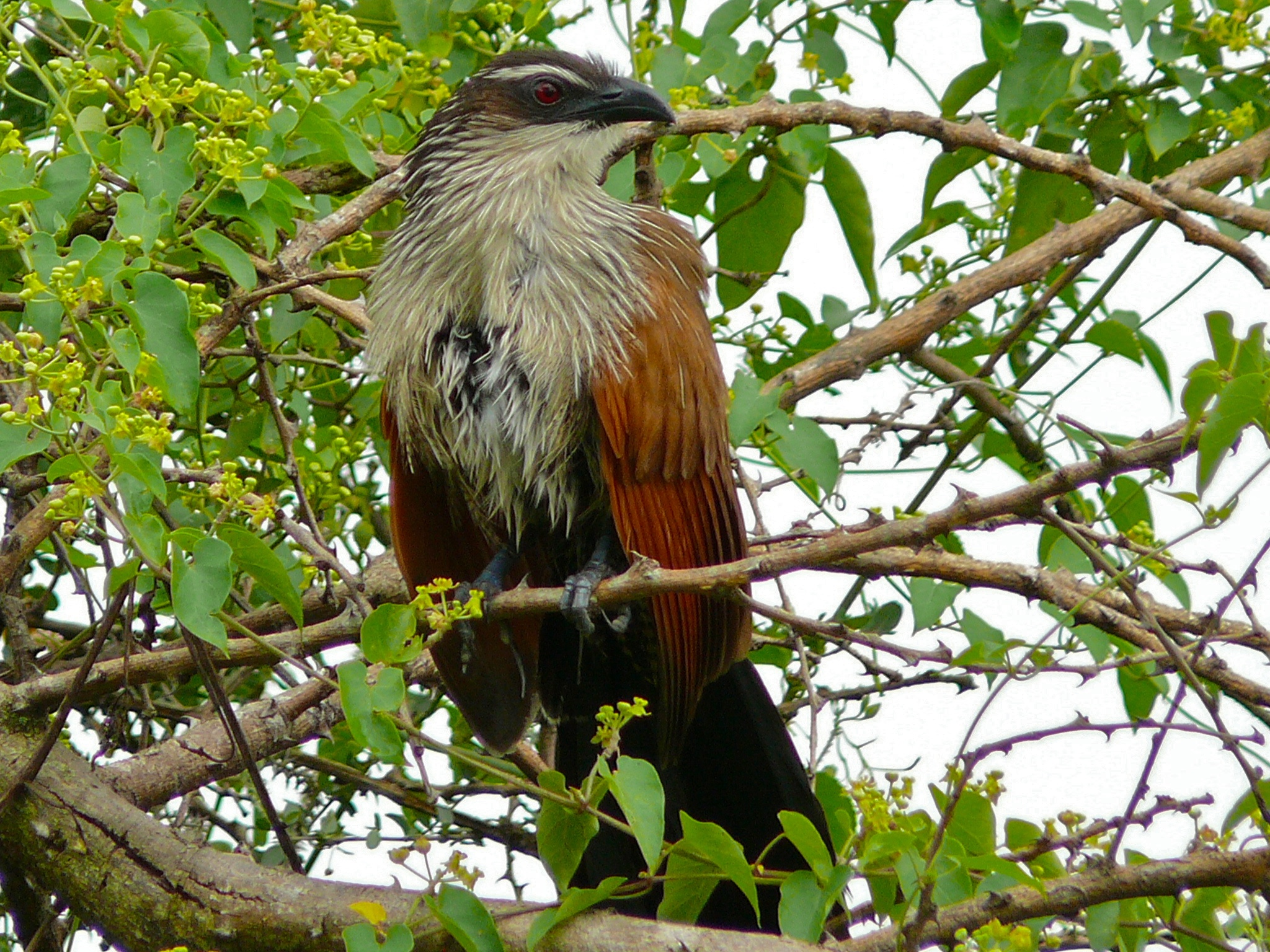
parc national Murchison Falls, Ouganda

## Sous-espèces
Cet oiseau est représenté désormais par trois sous-espèces :
- Centropus superciliosus loandae (Grant, 1915) ;
- Centropus superciliosus sokotrae (Grant, 1915) ;
- Centropus superciliosus superciliosus (Hemprich & Ehrenberg, 1829).

Centropus superciliosus burchellii (Swainson, 1838) — Coucal de Burchell, espèce incluse un temps dans Centropus superciliosus est à nouveau reconnue.